# Gambita (kommun i Colombia)
Gambita är en kommun i Colombia.   Den ligger i departementet Santander, i den centrala delen av landet, 160 km nordost om huvudstaden Bogotá. Antalet invånare är 5 168. Arean är 607 kvadratkilometer.
Terrängen i Gambita är bergig österut, men västerut är den kuperad.